# 丁渝洲
丁 渝洲（てい ゆしゅう, 1944年2月8日 - ）は、台湾の軍人、政治家。二級上将。軍事情報局局長、国家安全局長、国家安全会議秘書長を歴任。

## 経歴

### 軍歴
- 1966年 - 陸軍軍官学校第35期卒業
- 1975年 - 三軍大学陸軍学院（64年班）卒業
- 1979年 - 戦争学院（68年班）卒業
- 1985年 - 戦争学院兵学研究所（74年班）、革命実践学社研究院第14期（74年班）を卒業し、陸軍第319師参謀長、軍団参三処長を歴任
- 1987年1月1日 - 陸軍第127師師長
- 1988年9月1日 - 陸軍第226師（別名「關渡師」）師長
- 1989年6月1日、陸軍総部作戦署署長、陸軍総部作戦計画委員会主任委員

陸軍総部作戦計画委員会主任委員となる予定だったが、1993年7月5日、軍歩兵学校長兼歩兵訓練部指揮官だった李禎林上将が陸軍総司令となったため、その後を継ぎ、同年7月17日、陸軍総部参謀長に任命された。
陸軍総部参謀長在任時、歩兵学校研発室主任の自殺事件や、小金門砲兵の廈門誤射事件等の大小事件が発生したが、立法院との関係を密にして答弁し、外界の了承を得た。
1995年3月1日、陸軍第8軍団司令に任命。

### 情報部門
1999年、軍事情報局局長に任命。前任の殷宗文が実行した復華専案の見直しを図り、復華情報要員の台湾帰国、その監視・隔離を要求した。
李登輝総統は、軍事情報局長在任1年未満の丁渝洲を突如として国家安全局長に任命した。国家安全局長在任時、情報経費の法制化、国家安全局内の軍人・警察官・文官の統一給与制度の確立等、国家安全局の改革を図ったが、既得権層の反対に遭った。
政権交代後も陳水扁総統に認められ、2001年8月、国家安全会議秘書長に任命された。